# Lada Priora
LADA Priora — сімейство легкових передньопривідних автомобілів компактного класу, які виробляються ВАТ «АвтоВАЗом».

## Опис моделі

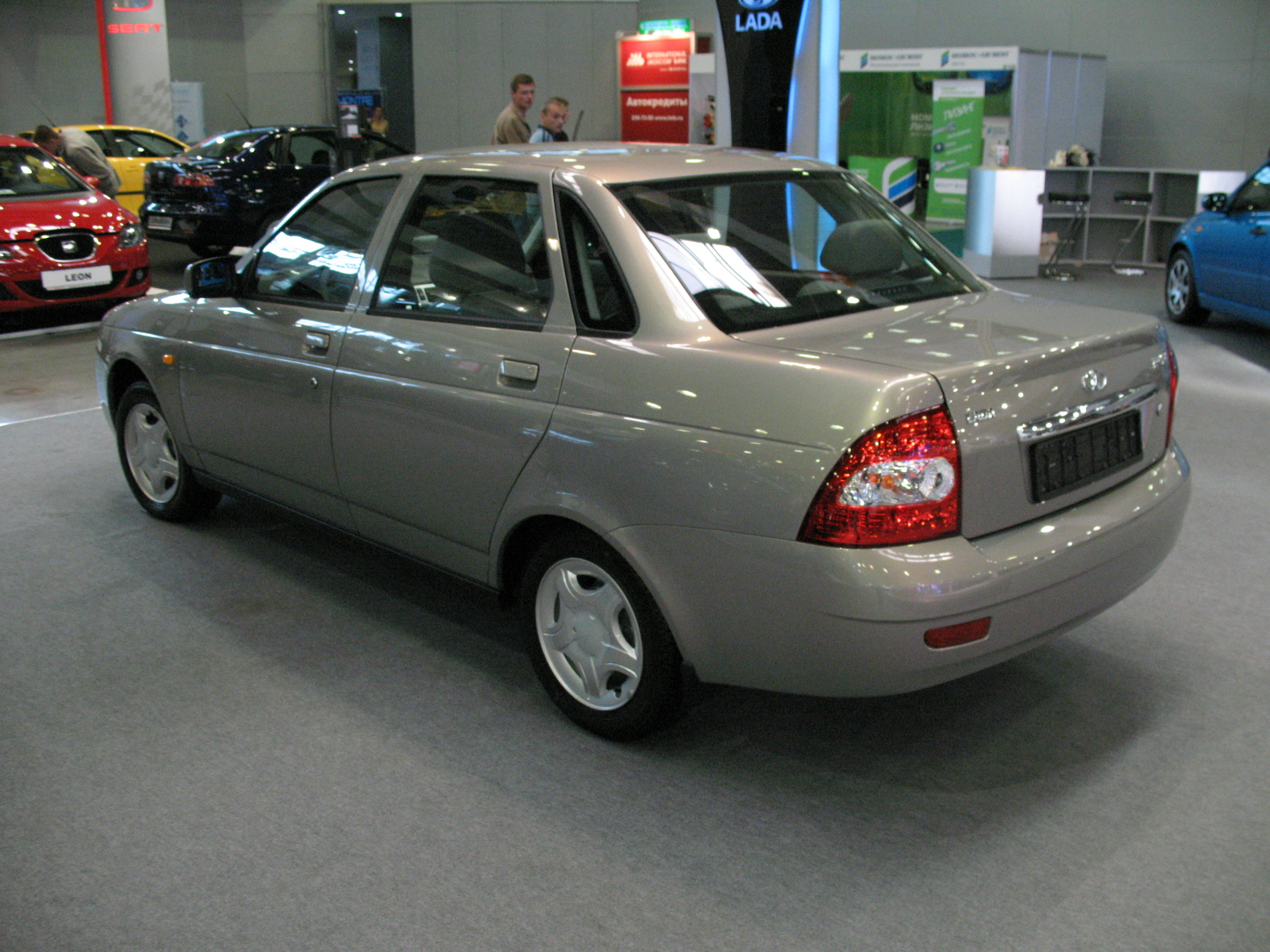
Lada Priora (ВАЗ-2170)

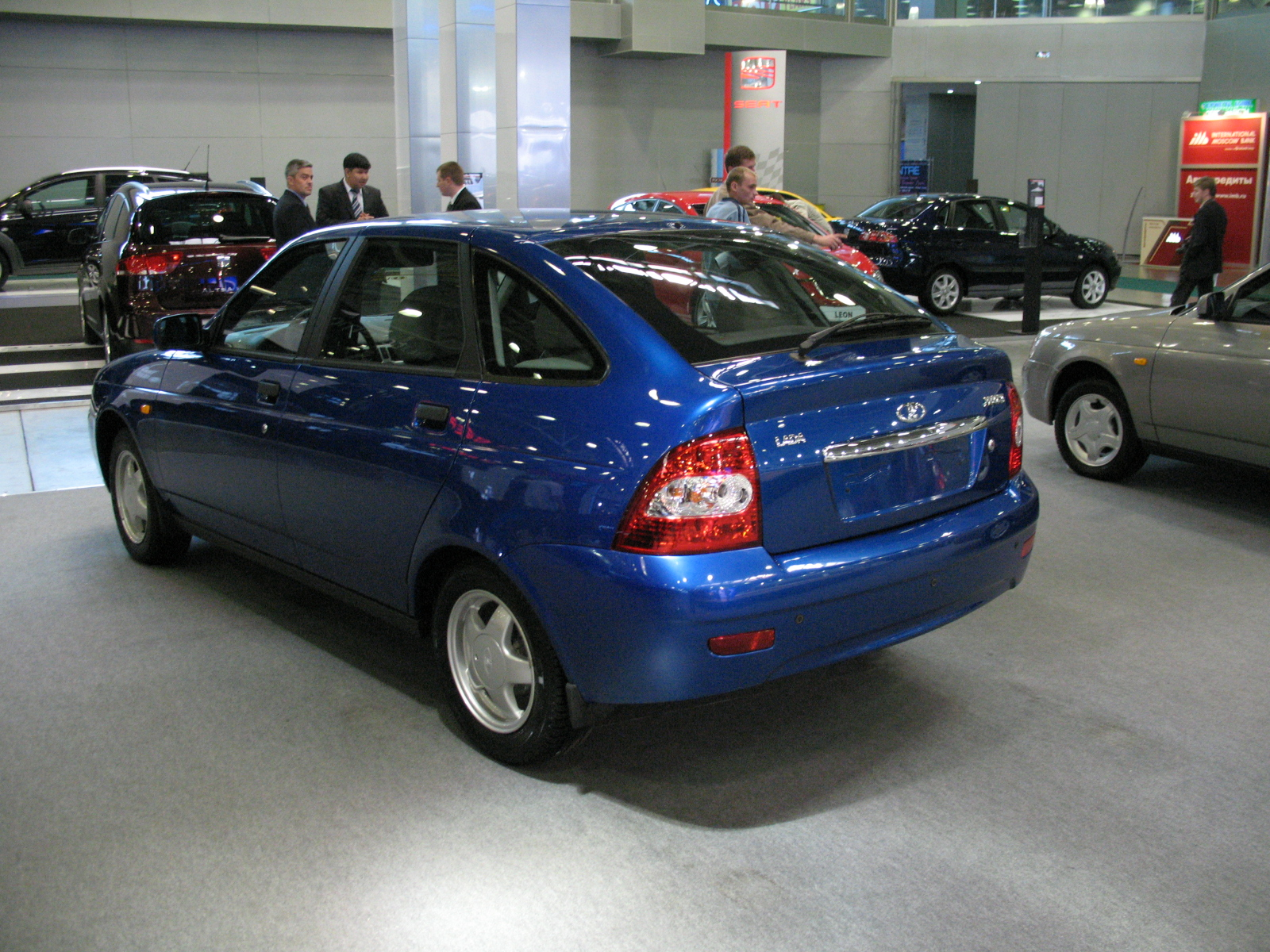
Lada Priora (ВАЗ-2172)

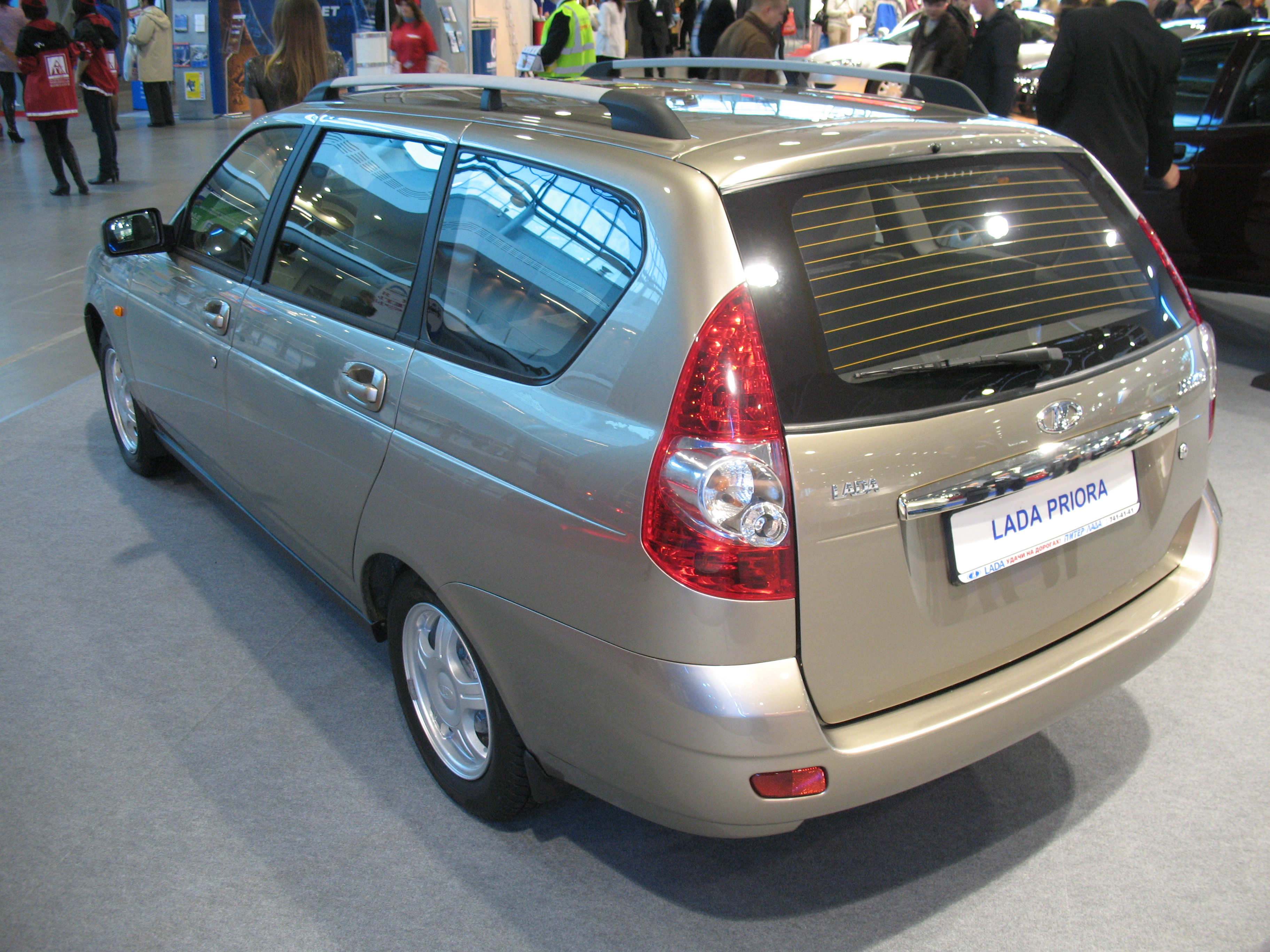
Lada Priora (ВАЗ-2171)

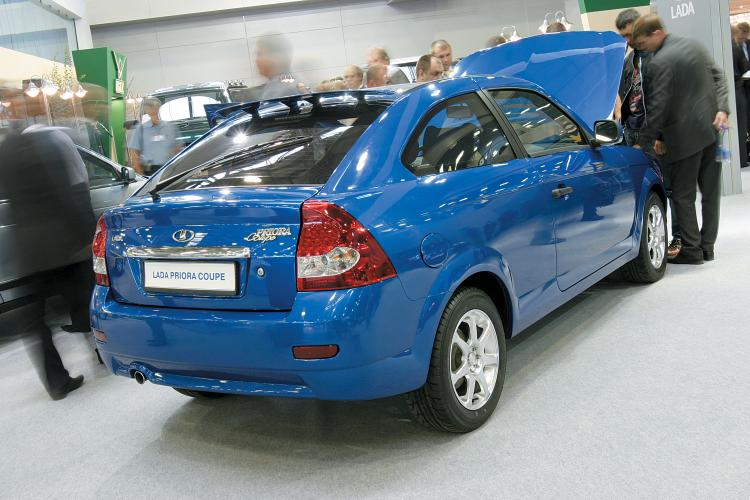
Lada Priora Coupe (ВАЗ-2172)

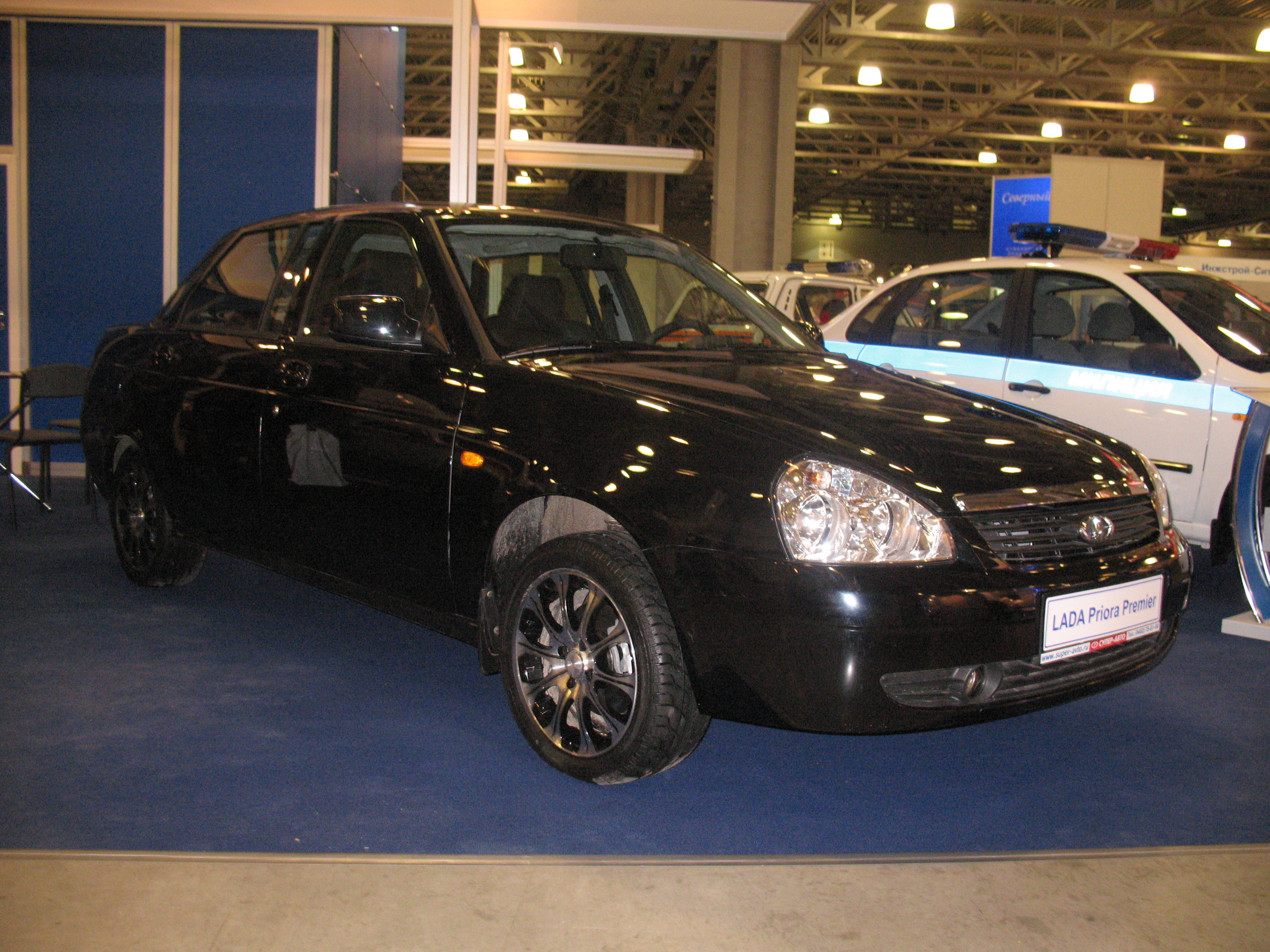
Lada Priora Premier (ВАЗ-21708)

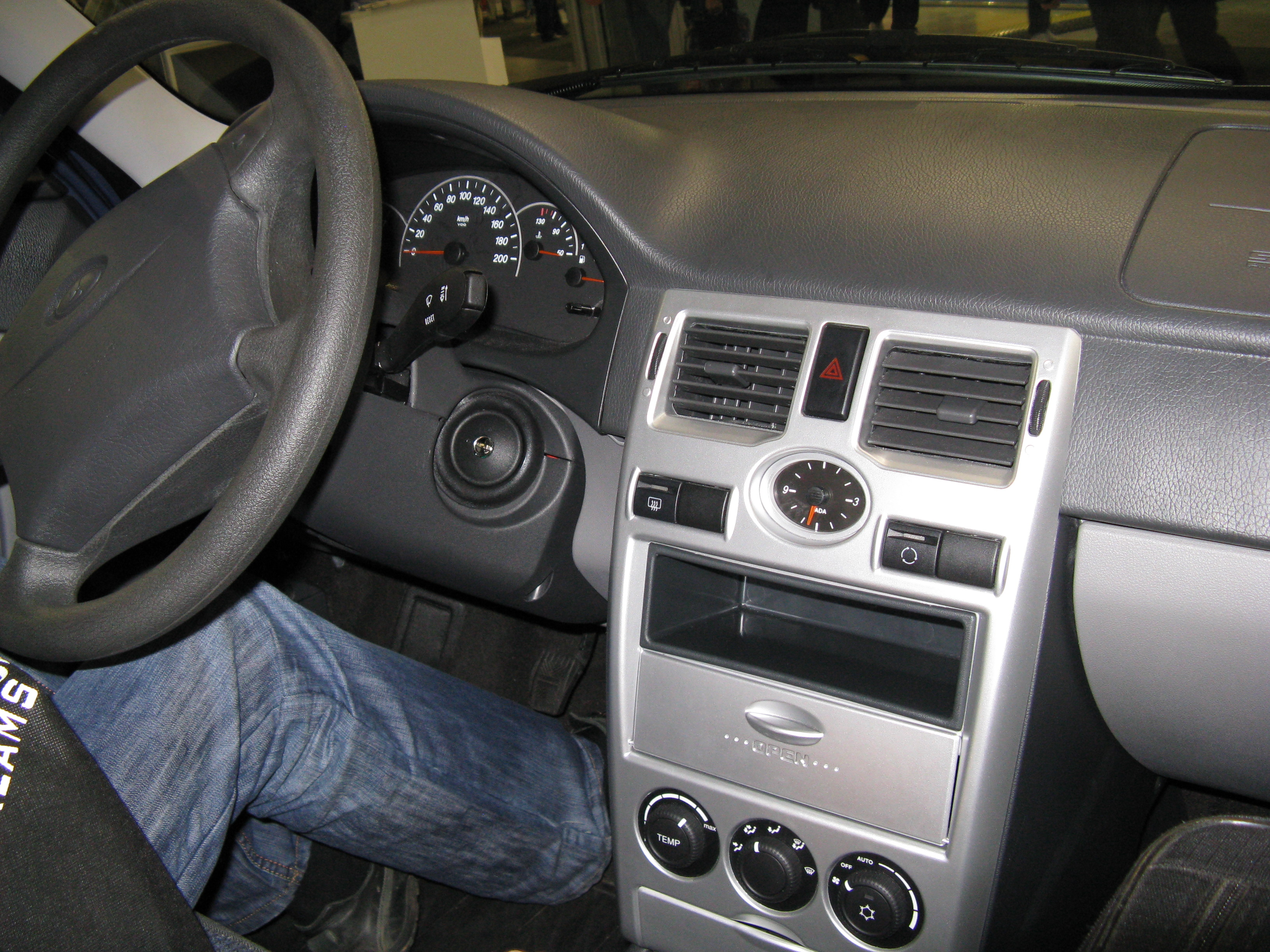

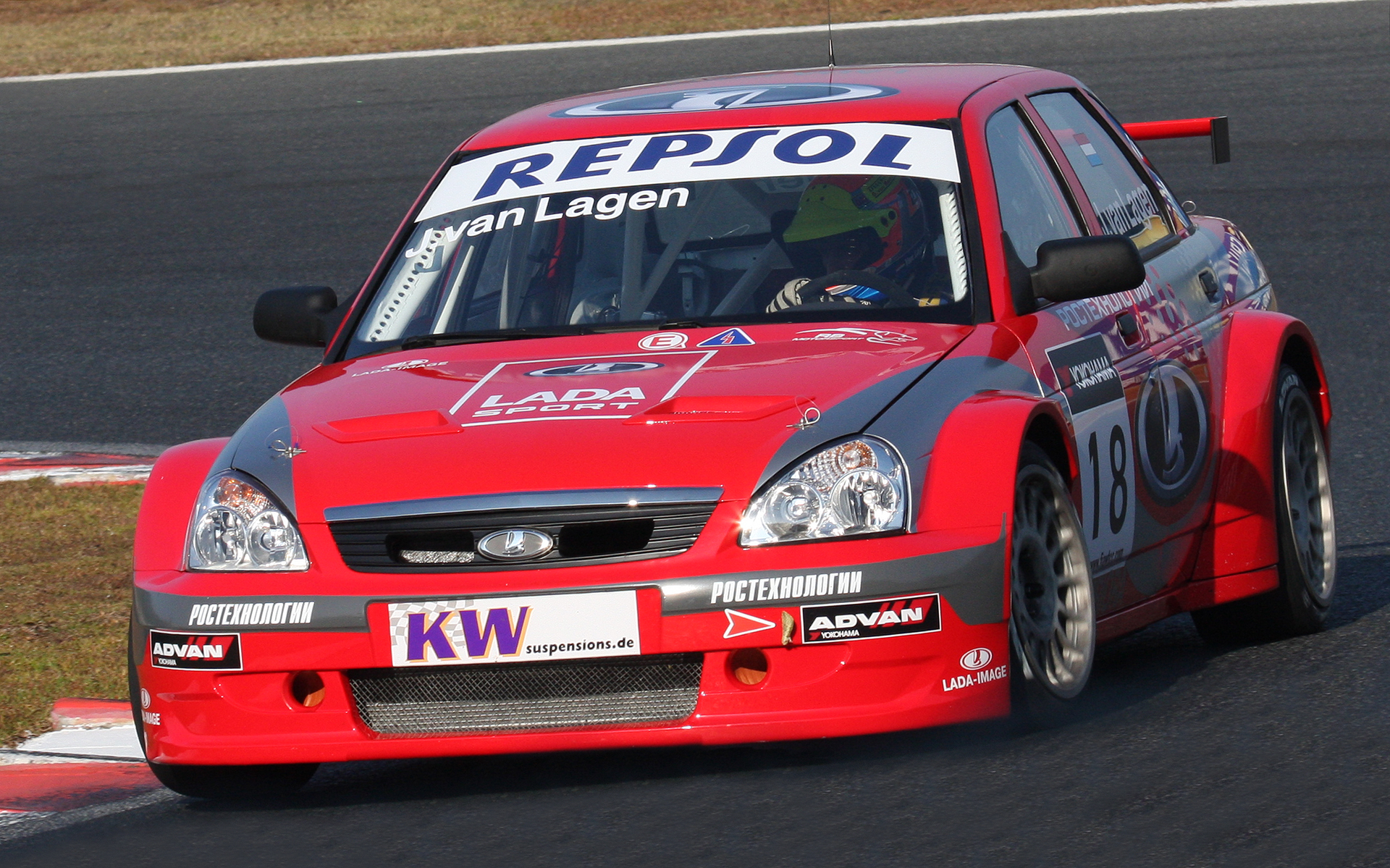
Lada Priora 2009 WTCC

Підготовку до випуску цього автомобіля АвтоВАЗ почав в 2006 році. Вже через рік світ побачила серійна версія. Lada Priora, що отримала індекс 2170, створена на базі седана Lada 110, від нього Priora запозичила платформу, двигун та інші деталі. В екстер'єрі від «десятки» залишилися тільки вид збоку і четверо дверей. Виробник заявив про більше тисячі нових деталей, які так чи інакше змінили свою конструкцію. Нова оптика спереду і ззаду, новий капот, багажник, бампера, крила та інші елементи екстер'єру. Колеса Lada Priora «взуті» в шини камського заводу «Кама Euro» розмірністю 185/65 R14.
Для розробки інтер'єру Lada Priora була залучена італійська студія Corcerano. Дизайн салону виконаний в сучасному стилі, рівень ергономіки відповідає світовим стандартам. В обробці інтер'єру застосовані сучасні матеріали. При цьому верхня частина інтер'єру виконана у світлих, нижня - в темніших тонах. Передбачено кілька варіантів колірного поєднання внутрішньої обробки. Двоколірні оббивки дверей з кишенями для дрібних речей і тканинними вставками гармонійно вписуються в загальний стиль інтер'єру. На підлокітнику водійських дверей розміщені кнопки управління склопідйомниками, джойстик електрорегулювання зовнішніх дзеркал, кнопки центрального замку. Відповідно до міжнародних стандартів, клавіші склопідйомників виконані таким чином, щоб виключити випадкове натискання. Між передніми сидіннями розташований підлокітник з двома нішами для дрібних предметів. Подібна деталь інтер'єру застосована на автомобілях Lada вперше. На оббивці стелі в передній частині є консоль з плафоном індивідуального освітлення місць водія і переднього пасажира. Також тут розташована поличка для окулярів.
Органи управління на приладовій панелі зручно розташовані і добре читаються. По центру розташувалося віконце для зчитування показників бортового комп'ютера. Там можна побачити електронний одометр, середній і миттєву витрату палива, годинник, середню швидкість і так далі Оригінальний модуль управління світлотехнікою розташований зліва від рульового колеса і об'єднує вимикачі габаритних вогнів, ближнього світла і протитуманних ліхтарів, а також ролики управління електрокоректором фар і регулювання яскравості підсвічування приладів. Кнопка відмикання багажника перекочувала на центральний тунель ближче до важеля КПП. Багажне відділення, до слова, великих розмірів, цілих 430 літрів, але відкрити його можна або з салону, або з кнопки на брелоку сигналізації, окремої кнопік для відмикання на самій кришці багажника не передбачено. Центральна консоль адаптована до установки аудіосистеми як формату DIN, так і 2DIN.
Під капотом стоїть знайомий по ВАЗ-21126 1,6-літровий 16-клапанний двигун потужністю 98 кінських сил. 5-ступінчаста трансмісія отримала посилене зчеплення, розраховане на передачу крутного моменту в 145 Нм. У коробці передач стали встановлювати закриті підшипники із збільшеним терміном служби. Застосування вакуумного підсилювача гальм підвищеної розмірності знижує зусилля на педалі гальма і підвищує ефективність гальмівної системи. Нові стійки передньої і задньої підвісок у поєднанні з ретельно підібраними характеристиками амортизаторів і стабілізаторів дозволяють досягти високих показників керованості і стійкості. Максимальна швидкість Lada Priora з водієм і одним пасажиром становить 183 км/год, розгін від 0 до 100 км/год - 11,5 сек. За нормами токсичності мотор тепер відповідає стандартам Євро 3 і навіть Євро 4. Це стало можливим завдяки зміщенню каталізатора ближче до двигуна, тепер він нагрівається швидше і процес каталізації шкідливих речовин починає відбувається набагато швидше.
Базова комплектації «Норма» включає в себе: подушку безпеки водія, електропідсилювач керма, підлікотник між передніми сидіннями, центральний замок з дистанційним приводом, регульовану по висоті рульову колонку, електропривід передніх склопідйомників, іммобілайзер, бортовий комп'ютер, годинник, два підголовники для задніх пасажирів, спинку заднього сидіння з підлікотником і коректор фар. Priora отримала сучасну систему опалення та вентиляції, яка дозволяє підтримувати в салоні оптимальний мікроклімат, забезпечує швидке розморожування та висушування скла. Всі автомобілі даного сімейства оснащуються атермальним склом і електрообігрівом заднього скла. Активній безпеці в комплектації «Норма» увагу не приділили. Системи ABS і розподілу гальмівних зусиль (EBD) присутні тільки у версії «Люкс», яка з'явилася в 2008 році. Комплектація «Люкс» доповнена також кондиціонером, сервоприводами склопідйомников на всіх дверях, другою подушкою безпеки для переднього пасажира і рем енями безпеки з преднатягувачами. Багато укомлпектовану версію можна впізнати зовні за передніми протитуманними фарами, литими дисками, датчиками парктроника, а також корпусами зовнішніх дзеркал заднього вигляду, які стали фарбувати в кольори кузова й оснастили системою підігріву. Одночасно з новою комплектацією з'явилася і Lada Priora в кузові хетчбек.
Більше 52% деталей кузова Lada Priora виготовляється з оцинкованого металу або з низьколегованих сталей. Для виготовлення деталей, найбільш схильних до корозійного впливу (такі, як арки коліс, пороги, елементи підлоги кузова), застосовується сталь з двостороннім гарячецинковим покриттям. У поєднанні з сучасними методами антикорозійної обробки кузова і фарбування забезпечується гарантована стійкість від наскрізної корозії протягом 6 років.
У 2009 році АВТОВАЗ випустив Lada Priora в кузові універсал.

## Двигуни
| Модель       | Тип двигуна | Об'єм    | Клапани/ГРМ | Потужність при об/хв    | Крутний момент при об/хв | Роки випуску |
| ------------ | ----------- | -------- | ----------- | ----------------------- | ------------------------ | ------------ |
| Бензинові Р4 |             |          |             |                         |                          |              |
| 1.6 8V       | VAZ-21114   | 1598 см³ | 8/SOHC      | 81 к.с. (59,5 кВт)/5200 | 120 Нм/2700              | з 2007       |
| 1.6 8V       | VAZ-21116   | 1598 см³ | 8/SOHC      | 90 к.с. (66,4 кВт)/5100 | 144 Нм/3800              |              |
| 1,6 16V      | VAZ-21126   | 1598 см³ | 16/DOHC     | 98 к.с. (72 кВт)/5600   | 145 Нм/4000              | з 2007       |

## Модифікації
- ВАЗ-2170 - Седан, серійне виробництво з березня 2007 року;
- ВАЗ-2170 СПГ - Седан, біпаливна модифікація на стиснутому природному газі (СПГ) і бензині;
- ВАЗ-2172 - Хетчбек, серійне виробництво з лютого 2008 року;
- ВАЗ-2171 - Універсал, серійне виробництво з травня 2009 року;
- ВАЗ-21708 Priora Premier - подовжена на 175 мм версія седана. Дрібносерійне виробництво ведеться партнером АвтоВАЗа - тольятинською компанією ЗАТ «Супер-Авто» з осені 2008 року. Оснащується 1,8-літровим двигуном ВАЗ-21128 потужністю 100 к.с. У 2008 році зібрано 26 стрейч-седанів.[2]
- ВАЗ-2172 Купе - дрібносерійне виробництво тридверної моделі на базі хетчбека розпочато 18 січня 2010 року на ОПП АвтоВАЗа.

## Продажі
В 2009 і 2012 році Lada Priora стала найпродаванішою моделлю автомобіля на російському ринку.

| Рік  | Продажі Lada Priora |
| ---- | ------------------- |
| 2007 | 58 000              |
| 2008 | 128 600             |
| 2009 | 99 473              |
| 2010 | 125 235             |
| 2011 | 138 697             |
| 2012 | 125 951             |